# Alef João
Alef Jeronímo João (Hardenberg, 7 oktober 1998) is een Nederlands voetballer van Angolese afkomst die doorgaans als aanvaller speelt.

## Carrière
Alef João speelde in de jeugd van RKVV Brabantia, VV WODAN en weer RKVV Brabantia. Hier speelde hij van 2017 tot 2020 in de Eerste klasse. In 2020 sloot hij na een proefperiode op amateurbasis aan bij FC Eindhoven. Hier maakte hij op 28 augustus 2020 zijn debuut in het betaald voetbal, in de met 1-2 gewonnen uitwedstrijd tegen Jong FC Utrecht. Hij begon in de basis en werd in de 65e minuut vervangen door Hugo Botermans. Hij speelde in totaal zeventien wedstrijden, waarin hij twee assists gaf. Na een seizoen vertrok hij bij Eindhoven.

### Statistieken
| Seizoen                       | Club           | Land           | Competitie     | Competitie | Competitie | Beker | Beker | Totaal | Totaal |
| Seizoen                       | Club           | Land           | Competitie     | Wed.       | Dlp.       | Wed.  | Dlp.  | Wed.   | Dlp.   |
| ----------------------------- | -------------- | -------------- | -------------- | ---------- | ---------- | ----- | ----- | ------ | ------ |
| 2020/21                       | FC Eindhoven   | Nederland      | Eerste divisie | 17         | 0          | 0     | 0     | 17     | 0      |
| Carrièretotaal                | Carrièretotaal | Carrièretotaal | Carrièretotaal | 17         | 0          | 0     | 0     | 17     | 0      |
| Bijgewerkt op 9 december 2021 |                |                |                |            |            |       |       |        |        |